# Джарвис, Кэти
Кэти Джарвис (род. 22 июня 1991) — английская актриса, стала известна благодаря роли Мии в фильме «Аквариум».

## Биография
Дебютировала в кино в 2009 году. За роль в фильме «Аквариум» Кэти получила премии Британского независимого кино, Эдинбургского кинофестиваля, Лондонского кружка кинокритиков, а также была номинирована на премии Ассоциации кинокритиков Чикаго, «Империя», Европейской киноакадемии и другие.
9 мая 2009 года родила дочь Лилли Мэй, а 19 апреля 2011 года — сына Алфи.
В 2014 году снялась в 2 эпизодах сериала «Подозреваемые». В 2017 году сыграла в фильме «Две могилы». С 2018 года снимается в сериале «Жители Ист-Энда».

## Фильмография
| Год  |     | Русское название       | Оригинальное название | Роль             |
| ---- | --- | ---------------------- | --------------------- | ---------------- |
| 2009 | ф   | Аквариум               | Fish Tank             | Миа Уильямс      |
| 2009 | с   | Десятиминутные истории | 10 Minute Tales       | девушка          |
| 2014 | с   | Подозреваемые          | Suspects              | Сэйди Бернс      |
| 2015 | кор | Джинджер               | Ginger                | Мэри Джейн Келли |
| 2017 | кор | Дьявольская игра       | Devil's Play          | Лиа              |
| 2017 | кор | Я была третьей         | I Was 3               | Лора             |
| 2018 | с   | Истинный ужас          | True Horror           | Сэм Беннеттс     |
| 2018 | с   | Жители Ист-Энда        | EastEnders            | Хейли Слэйтер    |
| 2018 | ф   | Две могилы             | Two Graves            | Зои              |